# Isidora Urrejola
Isidora Antonia Urrejola Arroyo (Santiago de Chile; 26 de octubre de 1987) es una actriz chilena de cine y televisión.

## Biografía
Nació en Santiago, Chile el 26 de octubre de 1987, hija de Francisco Urrejola y Francisca Arroyo. Tiene dos hijas: Miel y Maia. Tiene tres hermanas: Alejandra, Francisca y Fernanda. Estudió teatro en la Escuela de Teatro de la Universidad Mayor de Temuco. Siempre quiso estudiar teatro, y desde pequeña la compararon con su hermana. Ella cuenta que cuando Fernanda estaba en la teleserie 16 de TVN ella tenía 16.
Debutó en cine en la película de 2009 Drama, junto a su hermana, Benjamín Vicuña, Diego Muñoz y otros.
En 2012 comenzó su carrera en televisión cuando fue contratada por el área dramática de Chilevisión y por el director Vicente Sabatini para ser protagonista en su primera producción televisiva ambientada en una radio, La sexóloga, donde interpretaba a Florencia, una sexóloga.
Actualmente, conduce el programa ESPN Nexo en ESPN 2 para Chile.

## Filmografía
| Año  | Título       | Papel |
| ---- | ------------ | ----- |
| 2010 | Drama        | María |
| 2012 | El cordero   | Paula |
| 2013 | El derechazo | Coni  |

| Año  | Título             | Papel           | Ref.                            | Director         |
| ---- | ------------------ | --------------- | ------------------------------- | ---------------- |
| 2012 | La Sexóloga        | Florencia Garay | Protagonista; 90 episodios      | Vicente Sabatini |
| 2013 | Soltera otra vez 2 | Alejandra       | ¿? episodios                    | Herval Abreu     |
| 2014 | Las Dos Carolinas  | Lorena Salazar  | Elenco principal; 136 episodios | Vicente Sabatini |
| 2015 | Buscando a María   | María Barraza   | Protagonista; 67 episodios      | Roberto Morales  |

#### Series
- Sobremesa: Idea de un emprendimiento (2013)

#### Programas
- Festival de Viña (Chilevisión, 2015) - Jurado
- ESPN Nexo (ESPN 2, Presente) - Conductora

## Vídeos musicales
| Año  | Título | Artista | Director       |
| ---- | ------ | ------- | -------------- |
| 2015 | "TKM"  | Gepe    | Claudio Rivera |